# Joël Parnotte
Joël Parnotte, né en 1973, est un auteur de bande dessinée français.

## Biographie
D'abord étudiant à l’École des beaux-arts de Versailles, il suit par la suite la section BD des Beaux-Arts d'Angoulême. Il commence par signer Hong Kong Triad aux éditions Le Téméraire, en collaboration avec Vincent Mallié et Delphine Rieu pour la couleur. Par la suite, avec les mêmes collaborateurs, il réalise Les Aquanautes chez Soleil, puis, chez le même éditeur, un one shot, Un Pas vers les Étoiles, sur un scénario de Jérôme Félix.
En 2015, la bande dessinée Le maître d'armes avec Xavier Dorison reçoit un prix.
Les deux auteurs signent ensuite une série en 4 tomes du nom d'Aristophania.

## Œuvre

### Albums
- Hong Kong Triad, dessins et scénario de Vincent Mallié et Joël Parnotte, Le Téméraire, collection Golem

1. L'Alibi, 1998
2. La Récompense, 2000
3. Couvre-feu, 2000

- Les Aquanautes, dessins et scénario de Vincent Mallié et Joël Parnotte, Soleil Productions

1. Physilia, 2000
2. Le Container, 2001
3. L'Alliance, 2002
4. Le Diodon, 2004
5. Les Otages, 2006

- Un pas vers les étoiles, scénario de Jérôme Félix, dessins de Joël Parnotte, Soleil Productions, collection Latitudes, 2003[1]

- Le Sang des Porphyre, scénario de Yann (sous le pseudonyme de Balac), dessins de Joël Parnotte, Dargaud

1. Soizik, 2006
2. Konan, 2007
3. Gwémon, 2009
4. Hermine, 2010
5. Aurore, 2012
6. Crépuscule, 2013

- Le Maître d'armes, scénario de Xavier Dorison, 2015

- Aristophania, scénario de Xavier Dorison, Dargaud

1. Le Royaume d’Azur, 2019
2. Progredientes, 2019
3. La Source Aurore, 2020
4. La Montagne Rouge, 2022

### Illustrations
- Haïku illustration d'un haïku de la poétesse Hisajo Sugita, sérigraphies en tirage limité, numérotées et signées en 40 exemplaires, Eidola Edition, Atelier les Mains Sales, 2012

## Récompenses
- 2016 : prix international du manga au Maître d’armes[2],[3]